# Öblarn
Öblarn è un comune austriaco di 2 023 abitanti nel distretto di Liezen (subdistretto di Gröbming), in Stiria; ha lo status di comune mercato (Marktgemeinde). Il 1º gennaio 2015 ha inglobato il comune soppresso di Niederöblarn.